# Cool FM
A COOL FM egy online rádió. Az eredeti mellett 29 tematikus csatornával kiegészülve, óránként hírekkel, napközben rovatokkal, nagyrészt zenei rádióként működik. Elsődleges célközönsége: országosan a 18-49 éves korosztály, másodlagosan pedig a 15-59.

## Története
Működését 2001 februárjában kezdte meg online a Puskás Tivadar Távközlési Technikum alagsorából. Az előkészületek már 2000. őszétől elkezdődtek a Technikum akkori diákjaival. A rádió mindössze egy számítógéppel és a Technikum hangosításhoz használt eszközeivel indult el végül a következő év februárjában. A cél egy 24 órában üzemelő netrádió létrehozása volt a Gyáli úti intézményről.
A 2000-es évek elején indult el az a kezdeményezés az ORTT (a mai NMHH elődje) részéről, hogy a meglévő helyi és körzeti nonprofit rádió mellett megszólalhassanak kisebb vételkörzetű kisközösségi rádiók. A Puskás Tivadar Távközlési Technikum sikeresen pályázott és a szerződés aláírásának időpontjára az alagsorban felépítésre került egy két stúdióból álló bázis. 
2003. tavaszától pedig egy kötöttebb műsorrenddel kisközösségi rádiójaként folytatta tovább működését a COOL FM. A célközönség  kibővült, a hatósági szerződés alapján az oktatásban résztvevő 15-29 éves korosztály lett a célközönség. A Gyáli úti telephelynek és a vételi sajátosságoknak köszönhetően a rádió Budapest nagyrészén hallható volt 2012-ig az FM 107,3-on. A műsorkészítők nem csak középiskolás diákok közül kerültek ki, hanem egyetemi hallgatók is csatlakoztak a stábhoz. A reggeli és délutáni élő műsorokat pedig már tapasztalt műsorvezetők készítették (Pordán Petra, Szabó Róbert, Gulyás-Kovács Anna, Tamás Anita, Néveri Igor Ferenc). 
A rádió arculatában a kereskedelmi rádiók profizmusát idézte, zenei listáját aktuális slágerzenékből válogatta.
Más kisközösségi rádiókkal ellentétben a COOL FM a fiatal hallgatókat célozta meg, aminek megfelelően fiatalos, könnyedebb hangvételű műsorokat közvetített, ami sokáig egyedülállónak számított a hazai törpeállomások körében.
2012. elején lejárt a rádió szerződése, a Hatóság pedig nem írt ki új pályázatot ebben az időszakban. A pályáztatások újraindítása után pedig a Hatóság érvénytelennek minősítette a rádió új pályázati anyagát, így online formában folytatta tovább a működését. 
2014-ben a rádió új fenntartóhoz, új stúdióba költözött. 4 évig a Károli Gáspár Református Egyetem rádiójaként folytatta. A rádió 4 csatornássá bővült (COOL FM, Xbeat - elektronikus zenék, kultX - több szöveges tartalom, Goldies - régebbi zenék). Az egyetem hallgatói és a korábbi külsős önkéntesek készítették a műsorokat a csatornákra, de a COOL FM-en a nap nagyrészében továbbra is aktuális slágerzenék szóltak, óránként 3 perces hírblokkokkal. 
2018-tól a kezdetek óta jelen lévő főszerkesztő (Sallai László) üzemeltetésébe kerültek át a rádiók. Kivétel a kultX, mely egyedüliként maradt az Egyetem hivatalos rádiója.
2020-tól a COOL FM 30 csatornás rádióvá bővült. 29 tematikus csatorna mellett az eredeti COOL FM változatlanul szól a mai napig.

## Hallgatottság
Először 2012 tavaszán (az FM sugárzás befejezését követően) jelentek meg adatok. Ekkor egy budapesti mérésbe került be a rádió: a fővárosban naponta 4000 embert ért el.
2017-ben az Inspira Research  végzett országos rádióhallgatottság mérést a COOL FM-mel kapcsolatban. A rádiót 90%-ban a 18-49 évesek hallgatták, hétköznaponként több, mint 60 ezer főt ért el, hetente pedig 116 ezer hallgatót.